# Timor-Flores-Sprachen
Die etwa 41 Timor-Flores-Sprachen bilden eine Sprachfamilie der austronesischen Sprachen. Sie werden auf den Kleinen Sundainseln gesprochen. Die am häufigsten gesprochenen Sprachen der Sprachfamilie sind die zu den Timorsprachen gehörenden Tetum und Uab Meto.

## Einordnung
Die Timor-Flores-Sprachen sind Teil der zentral-malayo-polynesische Sprachen und gehören somit zu den malayo-polynesischen Sprachen.